# Костино (Вадський район)
Костино (рос. Костино) — присілок в Вадському районі Нижньогородської області Російської Федерації.
Населення становить 4 особи. Входить до складу муніципального утворення Круто-Майданська сільрада.

## Історія
Від 2009 року входить до складу муніципального утворення Круто-Майданська сільрада.

## Населення
| 1999 | 2002 | 2010 |
| ---- | ---- | ---- |
| 5    | →5   | ↘4   |